# Plages de Maurice

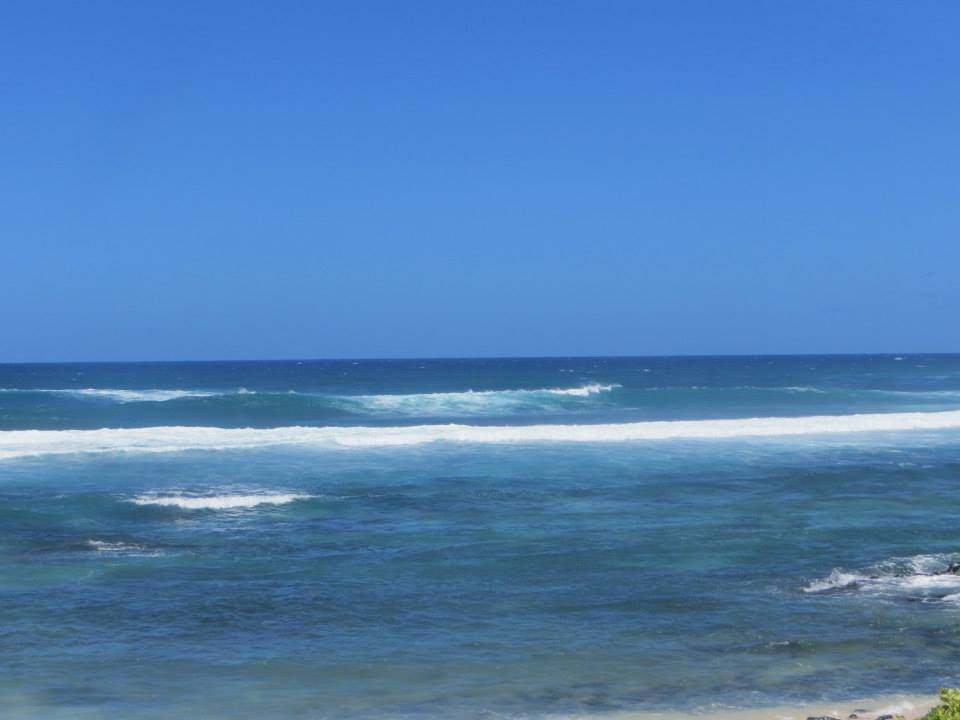
Mer (Maurice)

Il y a beaucoup de plages à l'Ile Maurice. Le pays est entouré d'un lagon avec une eau de température variant de 26−31 °C dépendant de la saison estivale ou hivernale .
Il existe plusieurs plages qui sont toutes publiques : 

## Côte Nord
- Pereybère
- Grand Baie
- La Cuvette

## Côte Ouest
- Flic-en-Flac
- La Preneuse

## Côte Sud
- Le Morne

## Côte Est
- Palmar
- Belle-Mare